# (3778) Regge
(3778) Regge es un asteroide perteneciente al cinturón de asteroides, descubierto el 26 de abril de 1984 por Walter Ferreri desde el Observatorio de La Silla, Chile.

## Designación y nombre
Designado provisionalmente como 1984 HK1. Fue nombrado Regge en honor al matemático y físico italiano Tullio Regge.